# The Vendor
The Vendor es una comedia nigeriana de 2018 escrita, producida y dirigida por Odunlade Adekola, ganador del premio Africa Magic Viewers Choice Awards 2018 como Mejor Actor de Comedia. El avance oficial se lanzó en agosto de 2018, mientras su estreno en cines fue el 7 de septiembre con una duración de 102 minutos. Se estrenó en Netflix el 27 de diciembre de 2019.

## Sinopsis
Gbadebo es un vendedor de periódicos que sufre el síndrome de titularidad. No está satisfecho con su papel en la vida y considera que su estado actual y muchas de las personas con las que interactúa a diario son inferiores a él. Culpa a su entorno, pero la verdad es que es un holgazán que prefiere pasar sus días quejándose y menospreciando los honestos esfuerzos de quienes lo rodean.
De alguna manera consigue un puesto como conductor de Morayo, una joven adinerada. Sin embargo, su indisciplina le impide trabajar durante mucho tiempo antes de meterse en problemas. Lo que no sabe que está por conocer a su padre biológico.

## Elenco
- Odunlade Adekola
- Adunni Ade
- Jide Kosoko
- Eniola Ajao
- Ireti Osayemi
- Kayode Olaseinde
- Tunde Bernard
- Bolaji Amusan